# 大家正喜
大家 正喜（おおや まさき、1966年7月11日 - ）は、日本のマラソン選手。アトランタオリンピック男子マラソン日本代表。佐川急便陸上競技部所属。徳島県小松島市出身。
小松島市立南小松島小学校、小松島市立小松島中学校、徳島県立徳島東工業高等学校（現在の徳島県立徳島科学技術高等学校）卒業。

## 経歴
小学校の頃に地元のクロスカントリーに出場したのをきっかけに陸上競技を始め、高校卒業後は佐川急便陸上競技部に入部した。
1992年に東京シティマラソンでハーフマラソンの日本新記録を達成する。また1998年には関西実業団駅伝競走大会で佐川急便として初の優勝を決めた。
1995年、福岡国際マラソンではマラソンで自己ベストの2時間9分33秒をマーク、日本人最高の3位入賞を果たし、翌1996年のアトランタオリンピック男子マラソン代表に選出された。
しかしアトランタ五輪の男子マラソン本番レースでは、入賞争いに加わる事が出来ず、2時間22分13秒のタイムで54位に終わった。
引退後は佐川急便陸上競技部の監督に就任した。

## 大会成績
| 年   | 大会                   | 成績  | 記録          |
| ---- | ---------------------- | ----- | ------------- |
| 1990 | 別府大分毎日マラソン   | 064位 | 2時間28分15秒 |
| 1990 | ホノルルマラソン       | 03位  | 2時間20分23秒 |
| 1991 | 別府大分毎日マラソン   | 021位 | 2時間18分27秒 |
| 1991 | 福岡国際マラソン       | 033位 | 2時間20分28秒 |
| 1992 | 東京国際マラソン       | 019位 | 2時間18分03秒 |
| 1993 | 別府大分毎日マラソン   | 06位  | 2時間15分08秒 |
| 1994 | 広島アジア大会         | 09位  | 2時間14分33秒 |
| 1994 | 福岡国際マラソン       | 09位  | 2時間13分34秒 |
| 1995 | パリマラソン           | 013位 | 2時間12分53秒 |
| 1995 | シドニーマラソン       | 04位  | 2時間20分18秒 |
| 1995 | 福岡国際マラソン       | 03位  | 2時間09分33秒 |
| 1996 | アトランタオリンピック | 054位 | 2時間22分13秒 |
| 1996 | 福知山マラソン         | 02位  | 2時間25分38秒 |
| 1997 | ロッテルダムマラソン   | 08位  | 2時間09分11秒 |
| 1998 | ロンドンマラソン       | 014位 | 2時間14分11秒 |
| 1998 | 福岡国際マラソン       | 011位 | 2時間11分50秒 |
| 1999 | ボストン・マラソン     | 011位 | 2時間15分45秒 |
| 2000 | びわ湖毎日マラソン     | 129位 | 2時間32分58秒 |